# Albin Gretsch
Albin Gretsch (ur. 6 lipca 1899 w Augsburgu, zm. 11 lutego 1974 tamże) – SS-Unterscharführer, członek załogi obozu koncentracyjnego Dachau.
Od 16 sierpnia 1944 roku był strażnikiem w podobozie Dachau – Kaufberen. 5 marca 1945 roku został przeniesiony do obozu głównego Dachau. Pod koniec kwietnia 1945 roku Gretsch był strażnikiem podczas ewakuacji obozu. 2 maja 1945 roku dostał się do alianckiej niewoli.
W procesie załogi Dachau (US vs. Martin Gottfried Weiss i inni) Gretsch skazany został na 10 lat pozbawienia wolności.